# Forum Boarium

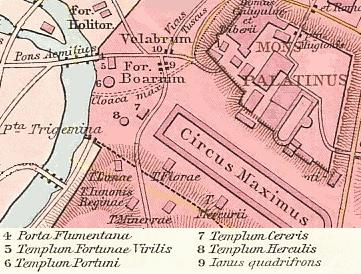
Forum Boariums läge mellan Tibern och Circus Maximus.

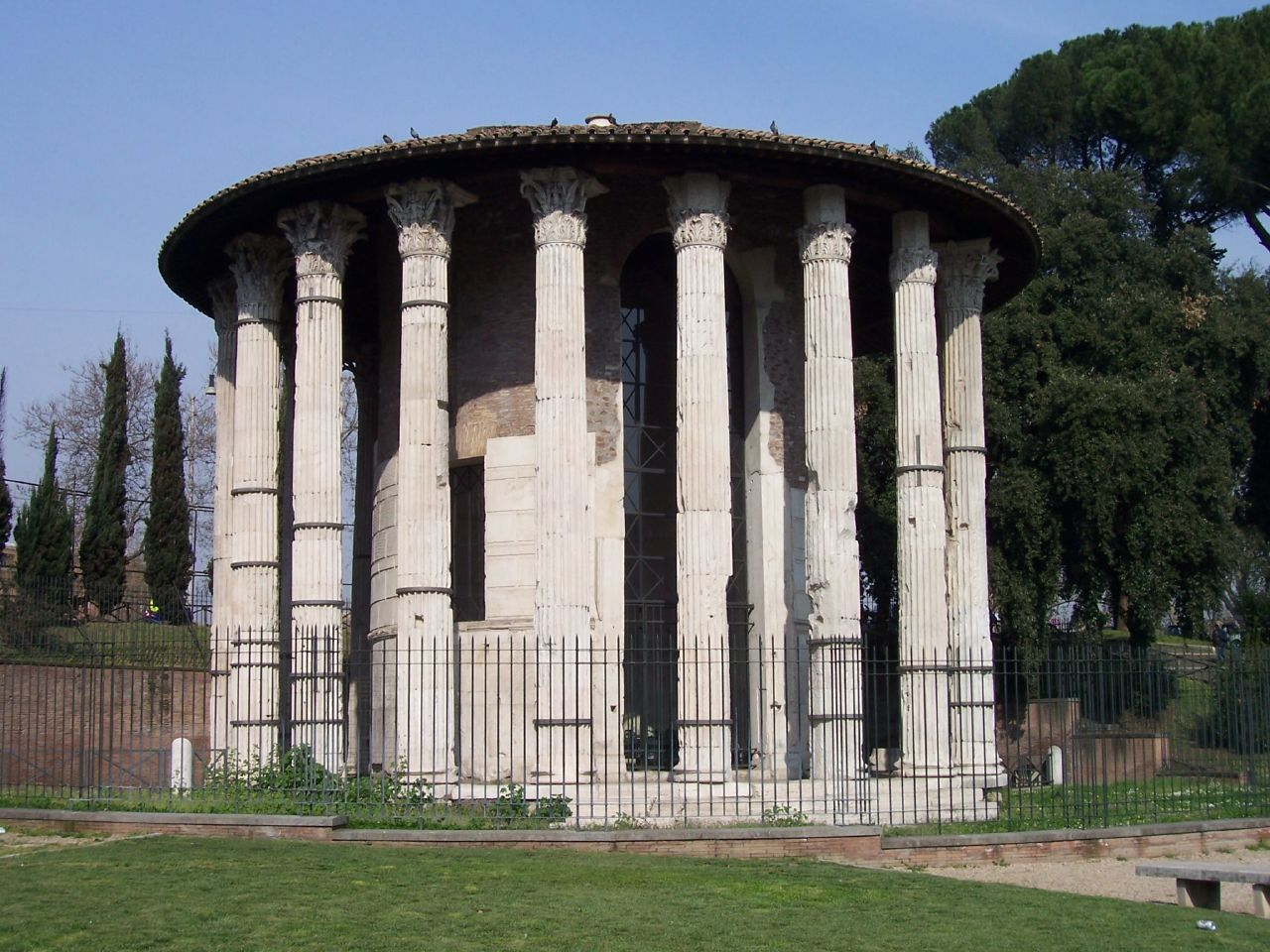
Hercules Victors tempel vid Forum Boarium.

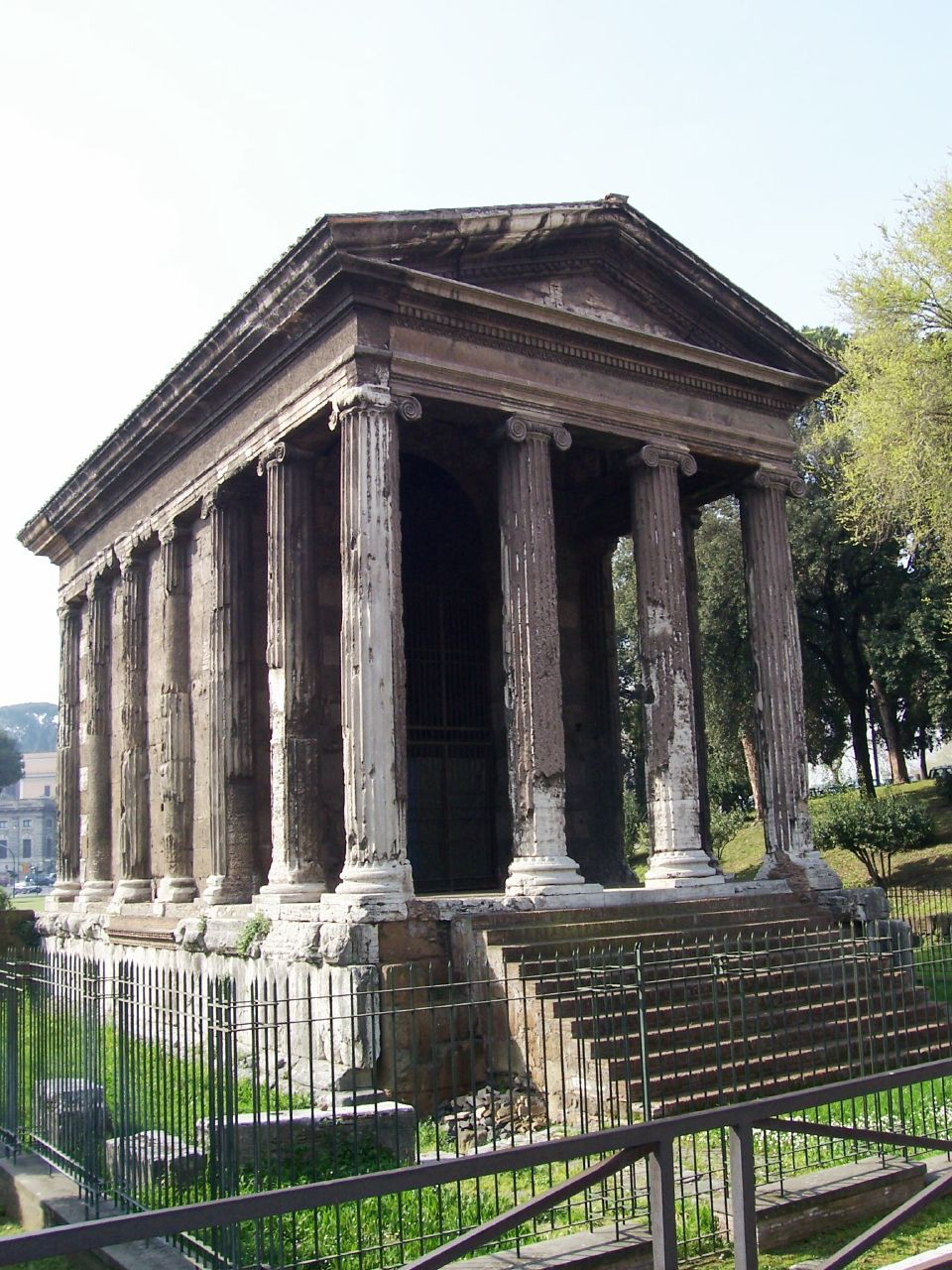
Portunustemplet vid Forum Boarium.

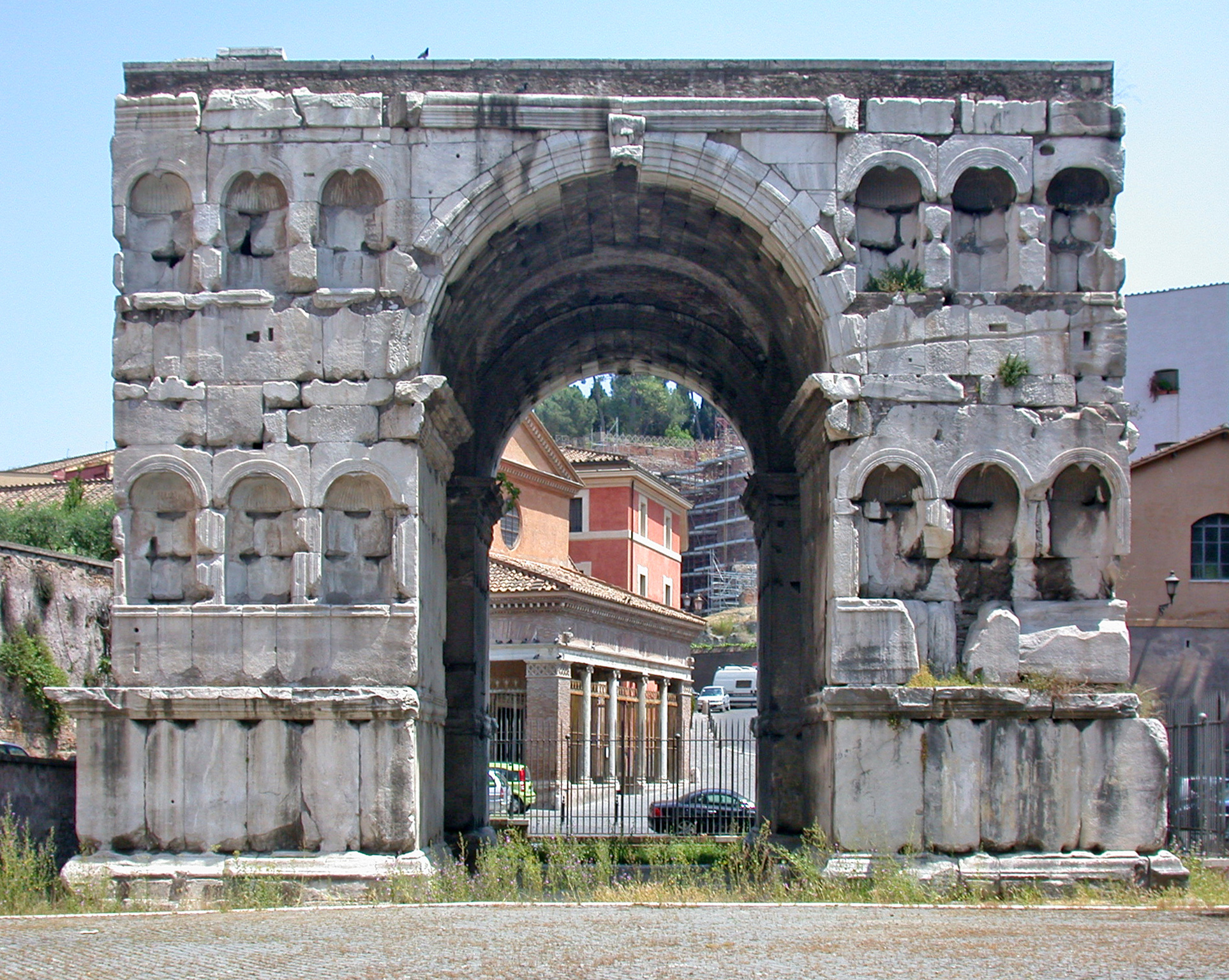
Janusbågen.

Forum Boarium (av latinets boarius, "nötboskaps-", "ox-", jämför bos, "nötkreatur", "oxe", "ko") var det antika Roms kreaturstorg, beläget mellan Palatinen och Tibern. Denna boskapsmarknad låg nära stadens flodhamn. Härifrån utgick Via Ostiensis som ledde till Ostia och saltanläggningarna vid lagunerna intill Medelhavet.

## Beskrivning
Under antiken dyrkades Hercules här. Basen till det stora altaret, känt som Ara Maxima Herculis, har identifierats under den inre delen av kyrkan Santa Maria in Cosmedin. Litterära källor berättar att minst fyra tempel helgade åt Hercules fanns i närheten av altaret. Ett rundtempel närmare Tibern, som traditionellt ansetts vara ett Vestatempel, tycks enligt en delvis bevarad inskrift ha varit helgat åt Hercules Victor (”Hercules Segraren”). Tjugo imposanta korintiska kolonner omger templets cella, det rum som hyste gudabilden.
Här uppfördes även Janusbågen, Janus Quadrifrons (Janus med fyra ansikten), och markerade föreningen av Forum Boarium och Velabrum, som var en liten dal som ledde till Forum Romanum. Janusbågen anlades direkt ovanpå avloppsledningen Cloaca Maxima som dränerade den gamla träskmarken.
Det rektangulära templet, som tidigare kallades Fortuna Virilis tempel, var i själva verket helgat åt Portunus, flodernas och hamnarnas gud. Templet står på en sockel och har sex joniska travertinkolonner med kannelyr och tolv halvkolonner inbyggda i cellans tuffvägg.
Forum Boarium var det äldsta torget i Rom och hade anlagts av etruskerna genom att dika ut ett träskområde. En av de etruskiska kungarna, Servius Tullius, anlade här Roms första hamn, Portus Tiberinus. Här uppfördes också många butiker i tegel.
Tillsammans med det närliggande Forum Holitorium som var grönsaks- och kryddmarknad bildade det Roms merkantila centrum där inte bara handel med boskap ägde rum utan här slaktades och såldes kött från oxe, gris och får. Sannolikt var också ursprungligen torget centrum för saltförsäljningen. Här låg också Roms första bro över Tibern. Ursprungligen var det en träbro men den ersattes 174 f.Kr. av en bro byggd i sten, Pons Aemilius, senare kallad Ponte Rotto.
Norra delen av Forum Boarium hade god tillförsel av vatten medan södra delen, innan Aqua Appia byggdes, endast hade en källa, Fons Scaurianus.